# Wim de Kam
Willem (Wim) Pieter de Kam (Kamperland, 25 juli 1944) is een Nederlands auteur, woonachtig en werkzaam te Soest.
Willem de Kam groeide als negende kind op binnen een gezin met tien kinderen wonende te Kamperland in de Zeeuwse gemeente Noord-Beveland. Op zijn zestiende jaar ging hij werken als leerling-ambtenaar bij de toenmalige gemeente Domburg. Hierna woonde en werkte hij in de gemeenten Hendrik-ldo-Ambacht, Berkel en Rodenrijs, Heerhugowaard, Uitgeest (1977) en Castricum (1980). Hierna was hij van 1986 tot 2002 werkzaam als gemeentesecretaris in Soest.
Hij is getrouwd en heeft 3 kinderen en 9 kleinkinderen.
Wim de Kam was voorzitter van de Historische Vereniging Soest en de Stichting Oud Soest. In 2008 verscheen van zijn hand het boek Jan Visser – een buitenbeentje – portret van een poëtisch politicus in het politieke en culturele landschap van datzelfde jaar werd hij genomineerd voor de Soester cultuurprijs.
In 2014 was De Kam redacteur van het boek Beeldende Kunstgeschiedenis in de 20ste eeuw in Soest en Soesterberg, een beschouwing over beeldende kunst in Soest en Soesterberg vóór 2000 en naslagwerk van kunstenaars die daar vóór 2000 hebben gewoond. Na de afronding van een studie Cultuurwetenschappen in 1997 aan de Open Universiteit schreef hij voor het blad Van Zoys tot Soest van de historische vereniging Soest-Soesterberg.